# Trikotniško število
Trikótniško števílo je v matematiki število, ki predstavlja število objektov, ki jih lahko razmestimo v obliko (enakostraničnega) trikotnika. Trikotniška števila so poseben primer splošnejših figurativnih (oziroma mnogokotniških) števil.
Po dogovoru je 1 prvo trikotniško število. Prva trikotniška števila za n > 0 so (OEIS A000217): 
1, 3, 6, 10, 15, 21, 28, 36, 45, 55, 66, 78, 91, 105, 120, 136, 153, 171, 190, 210, 231, 253, ...
1:
```
+               x
```

3:
```
 x               x
+ +             x x
```

6:
```
  x               x
 x x             x x
+ + +           x x x
```

10:
```
   x               x
  x x             x x
 x x x           x x x
+ + + +         x x x x
```

15:
```
    x               x 
   x x             x x 
  x x x           x x x 
 x x x x         x x x x 
+ + + + +       x x x x x 
```

21:
```
     x               x 
    x x             x x 
   x x x           x x x 
  x x x x         x x x x 
 x x x x x       x x x x x 
+ + + + + +     x x x x x x 
```

Vsako n-to trikotniško število je oblike (n/2)(n+1) ali (1+2+3+...+n-2+n-1+n), oziroma v obliki binomskega koeficienta:
{\displaystyle a_{n}={n+1 \choose 2}}
Rekurzivna definicija pa je:
{\displaystyle a_{1}=1\,}
{\displaystyle a_{n}=a_{n-1}+n\,}
Znano trikotniško število je 36. trikotniško število 666 (Število Zveri). Vsako popolno število je trikotniško.
Vsota dveh zaporednih trikotniških števil je kvadratno število. Na primer 21 + 28 = 49 = 72. To lahko pokažemo tudi splošno: vsota n-tega in (n-1)-tega trikotniškega števila je {½n(n+1)} + {½(n-1)n}. Če poenostavimo, dobimo (½n2+½n) + (½n2-½n) in tako n2. To lastnost se da pokazati tudi shematično:
x + + +

x x + +

x x x +

x x x x
x + + + +

x x + + +

x x x + +

x x x x +

x x x x x
V obeh primerih dobimo kvadrat iz dveh spojenih trikotnikov.
Trikotniška števila so zelo povezana z drugimi figurativnimi števili, kakor tudi s središčnimi figurativnimi števili. Petkotniška števila so tretjina odgovarjajočega trikotniškega števila. Vsako šestkotniško število je trikotniško, obratno pa ne velja zmeraj. Središčno šestkotniško število je trikotniško število pomnoženo s 6 in sešteto z 1. Vsako trikotniško število za dani n je polovica podolžnega števila.